# Days of ’49
Days of ’49 – utwór zaaranżowany przez Boba Dylana, nagrany przez niego na dwóch sesjach w marcu 1970 r. i wydany na albumie Self Portrait w czerwcu 1970 r. Znany jest także jako The Days of Forty-Nine.

## Historia i charakter utworu
Utwór ten został nagrany na szóstej i ósmej sesji do albumu 4 i 11 marca 1970 r. To ostatnia sesja poświęcona była jedynie instrumentalnym overdubbingom. Plonem szóstej sesji była także piosenka "Early Morning Rain" oraz odrzuty: "Thirsty Boots", "Little Brown Dog", "Railroad Bill", "House Carpenter", "Tell Ol' Bill" i "Take [Me] Back Again". Na sesji ósmej dokonano także instrumentalnych overdubbingów takich piosenek jak "Alberta # 1, "All the Tired Horses", "Little Sadie".
Piosenka ta ma starą historię; zasadniczy temat jest całkowicie tradycyjny i anonimowy, jednak z biegiem czasu była ona poddawana przeróbkom i jako współautorzy figurują F. Warner, John A. Lomax i jego syn Alan Lomax.
Piosenka związana jest ze słynną "gorączką złota", która wybuchła w Ameryce w 1849 r. po znalezieniu złota w Sutter’s Mill w Kalifornii. Zbiegło się to z końcem wojny z Meksykiem, której skutkiem było poważne zubożenie części społeczeństwa. Dla tych bezrobotnych i bezdomnych ludzi znalezienie złota w górach Sierra Nevada było jedyną nadzieją zmiany losu.
Piosenka powstała zapewne zaraz po 1849 r. i opisuje nowe zasady współżycia społecznego powstałe w demokratycznych wspólnotach poszukiwaczy złota opartych na zasadzie koleżeńskości. Źródłem utworu jest piosenka "Old Put's Golden Songster" skomponowana przez Old Puta w dniach "gorączki złota".
W wykonaniu Dylana piosenka wyróżnia się korzystnie na tle innych utworów z Self Portrait. Minimalistyczny akompaniament i bardzo dobra interpretacja stawiają tę wersję blisko piosenek z albumu John Wesley Harding.

## Muzycy
Sesja 6
- Bob Dylan – gitara, harmonijka, wokal, pianino
- Al Kooper – gitara, instrumenty klawiszowe
- David Bromberg – gitara, gitara Dobro
- Ron Cornelius – gitara, gitara Dobro
- Stu Woods – gitara basowa
- Alvin Roger – perkusja
- Hilda Harris – chórki
- Maeretha Stewart – chórki
- Albertine Robinson – chórki

Sesja overdubbingowa
Sesja ósma
- Charlie McCoy – gitara basowa, marimba
- Kenneth Buttrey – perkusja
- Bob Moore – gitara basowa

## Wykonania piosenki przez innych artystów
- Milt Okun – Adirondack Folk Songs & Ballads (1963)
- Sandy and Jeanie Darlington – Sandy & Jeanie Darlington (1966)
- Jim Kweskin – Lives Again (1977)
- Fred Holstein – Chicago & Other Parts (1977)
- Jeff Davis and Jeff Warner – Days of ’49 (1977)
- Ed McCurdy – Cowboy Songs (1996)